# Vaga luna, che inargenti
Vaga luna, che inargenti è un'aria da camera composta dal musicista italiano Vincenzo Bellini intorno al 1827 su testo di un autore anonimo. Essa è dedicata a Giulietta Pezzi. La sua prima pubblicazione risale al 1838, postuma, con la Casa Ricordi di Milano nel volume "Tre ariette inedite" insieme alle arie "Il fervido desiderio" e "Dolente immagine di figlia mia"; esse si presentano con stile estremamente semplice e sobrio, in contrasto con la “gravitas” emozionale e melodrammatica della più tipica produzione operistica belliniana e, più in generale, ottocentesca.
Composta in piano belcanto è spesso cantata nei vari recital, e può essere cantata sia da voci maschili sia da voci femminili.
La chiave originale è il LA bemolle maggiore (A-flat major) con un tempo di andante cantabile.

## Testo
| Vaga luna, che inargenti queste rive e questi fiori ed imprimi agli elementi il linguaggio dell'amor; testimonio or sei tu sola del mio fervido desir, ed a lei che m'innamora conta i palpiti e i sospir. Dille pur che lontananza il mio duol non può lenire, che se nutro una speranza, ella è sol nell'avvenir. Dille pur che giorno e sera conto l'ore del dolor, che una speme lusinghiera mi conforta nell'amor. |